# Джеймі Бамбер
Джеймі Бамбер (англ. Jamie Bamberі  нар. 3 квітня 1973, Лондон, Англія) — актор, відомий за своїми роботами в британському циклі телефільмів «Хорнблауер» (в ролі Арчібальда Кеннеді) та фантастичному серіалі «Зоряний крейсер „Галактика“» (в ролі Лі Адама «Аполло»).

## Біографія
Джеймі народився в Лондоні в сім'ї ірландки Елізабели Бамбер та американця Ральфа Гріффіта. У Джеймі п'ять братів і сестра, теж актриса — Анастасія Гріффіт. Завдяки батькам він має потрійне громадянство — британське, ірландське та американське. Закінчив Лондонську академію музичного та драматичного мистецтва (англ. LAMDA).

## Особисте життя
Бамбер одружився з акторкою Керри Нортон у 2003 році. У них три дочки: Айла Елізабет Анджела Гріффіт (нар. 2003), двійнята Дарсі та Ава (нар. 2004). Керрі Нортон з'являлася в кількох епізодах серіалу-ремейку «Зоряний крейсер „Галактика“» у ролі фельдшера Лейн Ішей (англ. Layne Ishay).
Джеймі — учасник товариства, що захищає бурих ведмедів у Канаді; фанат футбольного клубу Тоттенхем Хотспур (англ. Tottenham Hotspur FC).

## Вибрана фільмографія
- 1998 — Hornblower: The Even Chance — гардемарин Арчибальд Кеннеді
- 1999 — Hornblower: The Duchess and the Devil — гардемарин Арчибальд Кеннеді
- 1999 — Hornblower: The Frogs and the Lobsters — лейтенант Арчибальд Кеннеді
- 1999 — The Scarlet Pimpernel — лорд Энтони Дьюхёрст
- 2000 — Lady Audley’s Secret — Джордж Тэлбойс
- 2000 — The Murder of Roger Ackroyd — Ральф Пейтон
- 2001 — Peak Practice — доктор Мэтт Кендэл
- 2001 — Брати по зброї / Band of Brothers — лейтенант Джек Фоли
- 2001 — Hornblower: Mutiny — лейтенант Арчибальд Кеннеді
- 2001 — Hornblower: Retribution — лейтенант Арчибальд Кеннеді
- 2001 — The Devil’s Tattoo (aka Ghost Rig) — Том
- 2002 — Daniel Deronda — Ханс Мейрик
- 2002—2003 — Ultimate Force — лейтенант Денні «Дотсі» Доні
- 2003 — Battlestar Galactica (mini-series) — Лі «Аполло» Адама
- 2004—2008 — Зоряний крейсер «Галактика» / Battlestar Galactica — Лі «Аполло» Адама
- 2008 — Пульс-2: Після життя / Pulse 2: Afterlife — Стефен
- 2009 — Law & Order: UK — детектив-сержант Метт Дивлин
- 2010 — Ізгої / Outcasts — Мітчелл Хобан
- 2011 — Тіло як доказ / Body of Proof — Ейден Уеллс
- 2011 — Доктор Хаус / House — Боб Харріс
- 2012 — Сприйняття / Perception — Майкл Хетевей
- 2013 — Monday Mornings — Тайлер Уілсон
- 2014 — The smoke
- 2014 — John Doe: Vigilante — Джон Доу
- 2016 — Marcella — інспектор Тим Вільямсон
- 2016 — Money — Джон